# Bệnh phổi do rượu

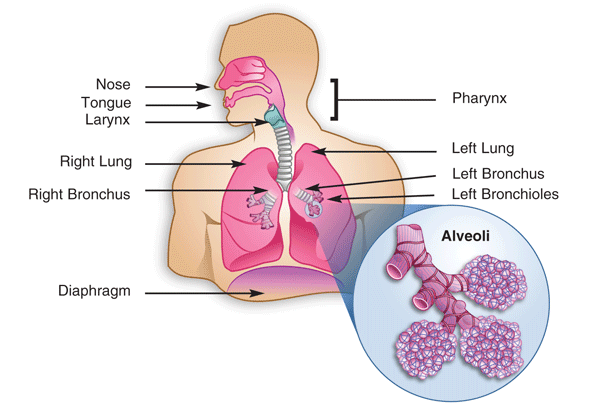
Sơ đồ của hệ hô hấp

Bệnh phổi do rượu là bệnh về phổi do sử dụng rượu quá mức. Thuật ngữ 'bệnh phổi do rượu' không phải là một chẩn đoán y khoa thường được chấp nhận và "mối liên quan giữa lạm dụng rượu và tổn thương phổi cấp tính phần lớn không được công nhận, ngay cả với các nhà nghiên cứu phổi".
Uống rượu mãn tính làm suy yếu nhiều chức năng tế bào quan trọng trong phổi. Những suy giảm tế bào này dẫn đến việc tăng tính nhạy cảm với các biến chứng nghiêm trọng từ bệnh phổi. Nghiên cứu gần đây trích dẫn bệnh phổi do rượu có thể so sánh với bệnh gan trong tỷ lệ tử vong liên quan đến rượu. Người nghiện rượu có nguy cơ mắc hội chứng suy hô hấp cấp tính (ARDS) cao hơn và có tỷ lệ tử vong cao hơn với ARDS khi so sánh với người không nghiện rượu.
Lạm dụng rượu có thể gây ra dễ nhiễm trùng sau chấn thương lớn đối với phổi/hệ hô hấp. Nó tạo ra nguy cơ hít phải axit dạ dày, vi khuẩn từ phần trên của cổ họng, giảm sự thanh thải dễ dàng của chất gây bệnh của vi khuẩn từ đường hô hấp trên và làm suy yếu hệ thống phòng thủ của phổi. Điều này làm tăng sự xâm nhập của các vi sinh vật gây bệnh, kết hợp với các tác động gây say cấp tính của rượu và trầm cảm sau đó của các phản xạ bịt miệng và ho thông thường, dẫn đến viêm phổi thường xuyên và nghiêm trọng hơn từ các sinh vật gram âm. Các nhà nghiên cứu đã phát hiện khiếm khuyết trong chức năng của các cơ chế giải phóng đường thở trên ở bệnh nhân nghiện rượu.

## Nguyên nhân
Viêm phổi là một dạng nhiễm trùng đường hô hấp cấp tính ảnh hưởng đến nhu mô phổi và oxy hóa. Khi một bệnh nhân bị viêm phổi là người nghiện rượu, tỷ lệ tử vong vượt quá 50% nếu họ được đưa vào chăm sóc đặc biệt (ICU). Theo Kershaw, C 2008 trang 1, "[a] s năm 2001, viêm phổi là nguyên nhân gây tử vong phổ biến thứ sáu ở Hoa Kỳ". Người nghiện rượu có nguy cơ nhiễm trùng các mầm bệnh gram âm gây tổn thương mô hoặc lây lan vi khuẩn trong máu. 